# K5 League Gangwon-do 2019
Die K5 League Gangwon-do 2019 war die erste Spielzeit als höchste Amateurspielklasse und die erste Spielzeit insgesamt im südkoreanischen Fußball. Die Saison begann im April und endete im Oktober. Anschließend folgen die Play-off-Spiele.

## Teilnehmer und ihre Spielstätten
| Team                           | Stadt                     | Heimstadion                                                                                | In der Liga seit          | Vorjahresplatzierung         |                           |
| K5 League Gangwon-do 2019      | K5 League Gangwon-do 2019 | K5 League Gangwon-do 2019                                                                  | K5 League Gangwon-do 2019 | K5 League Gangwon-do 2019    | K5 League Gangwon-do 2019 |
| ------------------------------ | ------------------------- | ------------------------------------------------------------------------------------------ | ------------------------- | ---------------------------- | ------------------------- |
| Gangneung Jumunchin FC         | Gangneung                 | Sokcho-Gongseol-Stadion Gangneung-Gangnam-Sportplatz Wonju-Mushil-Platz Yeongwol-Sportpark | 2019                      | Aufsteiger aus der K6 League |                           |
| Sokcho 79 FC                   | Sokcho                    | Sokcho-Gongseol-Stadion Gangneung-Gangnam-Sportplatz Wonju-Mushil-Platz Yeongwol-Sportpark | 2019                      | Aufsteiger aus der K6 League |                           |
| Wonju Haneul FC                | Wonju                     | Sokcho-Gongseol-Stadion Gangneung-Gangnam-Sportplatz Wonju-Mushil-Platz Yeongwol-Sportpark | 2019                      | Aufsteiger aus der K6 League |                           |
| Wonju Parangsae FC             | Wonju                     | Sokcho-Gongseol-Stadion Gangneung-Gangnam-Sportplatz Wonju-Mushil-Platz Yeongwol-Sportpark | 2019                      | Aufsteiger aus der K6 League |                           |
| Yeongwol FC                    | Yeongwol                  | Sokcho-Gongseol-Stadion Gangneung-Gangnam-Sportplatz Wonju-Mushil-Platz Yeongwol-Sportpark | 2019                      | Aufsteiger aus der K6 League |                           |
| Donghae Baekryong Saenghwal FC | Donghae                   | Sokcho-Gongseol-Stadion Gangneung-Gangnam-Sportplatz Wonju-Mushil-Platz Yeongwol-Sportpark | 2019                      | Aufsteiger aus der K6 League |                           |

## Reguläre Saison
| Pl. | Verein                             | Sp. | S | U | N | Tore    | Diff. | Punkte |
| --- | ---------------------------------- | --- | - | - | - | ------- | ----- | ------ |
| 1.  | Wonju Haneul FC (N)                | 5   | 5 | 0 | 0 | 021:600 | +15   | 15     |
| 2.  | Gangneung Jumunchin FC (N)         | 5   | 3 | 1 | 1 | 013:110 | +2    | 10     |
| 3.  | Yeongwol FC (N)                    | 5   | 1 | 3 | 1 | 007:700 | ±0    | 06     |
| 4.  | Donghae Baekryong Saenghwal FC (N) | 5   | 1 | 2 | 2 | 010:100 | ±0    | 05     |
| 5.  | Wonju Parangsae FC (N)             | 5   | 1 | 2 | 2 | 007:110 | −4    | 05     |
| 6.  | Sokcho 79 FC (N)                   | 5   | 0 | 0 | 5 | 001:140 | −13   | 0      |

| Zum 5. Spieltag:                                                                                            |  |
| Qualifikation zur K5-League-Meisterschaft und Qualifikation zum Korean FA Cup 2020 Abstieg in die K6 League |  |
| |  |
| Zum Saisonende 2018:                                                                                        |  |
| (N) Aufsteiger aus der K6 League                                                                            |  |

## Statistik

### Torschützenliste
Bei gleicher Anzahl von Treffern sind die Spieler alphabetisch geordnet.
| 01                       |
| Stand: Saisonbeginn 2019 |